# Our Relation
«Our Relation» (アワー・リレーション?   lit. Nuestra Relación) es el séptimo sencillo de la cantautora Eriko Imai. La canción es utilizada como el segundo (y último) tema de apertura de la serie de anime Capitán Tsubasa en 2001. El CD es lanzado originalmente el 10 de julio de 2002 bajo el sello de Avex como parte de la marca Sonic Groove. El sencillo alcanza la posición #15 en el top de Oricon, durante 3 semanas.

## Lista de pistas
| N | Título                          | Duración | Letra          | Compositor     | Arreglos       | Nota/s                                          |
| - | ------------------------------- | -------- | -------------- | -------------- | -------------- | ----------------------------------------------- |
| 1 | Our Relation                    | 4:13     | Hayama Hiroaki | Hayama Hiroaki | Hayama Hiroaki | Tema de apertura para el anime Capitán Tsubasa. |
| 2 | Only For You                    | 4:58     | Hayama Hiroaki | Hayama Hiroaki | Hayama Hiroaki |                                                 |
| 3 | Our Relation (Lead no Lead Mix) | 4:40     | Hayama Hiroaki | Hayama Hiroaki | Hayama Hiroaki |                                                 |
| 4 | Our Relation (Instrumental)     | 4:13     | Hayama Hiroaki | Hayama Hiroaki | Hayama Hiroaki |                                                 |
| 5 | Only For You (Instrumental)     | 4:58     | Hayama Hiroaki | Hayama Hiroaki | Hayama Hiroaki |                                                 |

## Medios

### CD
| N | Título       | Lanzamiento         | Tipo          | Nota/s                                       |
| - | ------------ | ------------------- | ------------- | -------------------------------------------- |
| 1 | Our Relation | 10 de julio de 2002 | Maxi sencillo | Séptimo sencillo liberado por la cantautora. |